# 伯纳德·福西特
伯纳德·福西特（英語：Bernard Fawcett，1909年4月28日—1961年12月28日），英国男子冰球运动员，场上位置是后卫。他曾代表英国国家队参加1928年冬季奥林匹克运动会冰球比赛，获得第4名。